# Cerezo de Arriba
Cerezo de Arriba es un municipio y localidad española de la provincia de Segovia, en la comunidad autónoma de Castilla y León. En su término municipal se encuentra la estación de esquí de La Pinilla, enclavada en la sierra de Ayllón.

## Geografía
Integrado en la Comunidad de Villa y Tierra de Sepúlveda, concretamente en el Ochavo de la Sierra, se sitúa a 65 kilómetros de la capital provincial. El término municipal está atravesado por la autovía del Norte A-1, entre los pK 105 y 107, y por la carretera nacional N-110 entre los pK 123 y 128. 

El relieve del municipio está caracterizado por la cara norte de la sierra de Ayllón y la meseta de transición previa al valle del Duero. En su territorio se encuentra la estación de esquí de La Pinilla. Al sureste se encuentran las laderas de la cara norte de la Cuerda de La Pinilla, que forma parte de la sierra de Ayllón, y en la que se superan los 2000 metros de altitud, como el pico del Lobo (2274 metros). Cuenta con numerosos arroyos que descienden de las elevadas cumbres. La altitud oscila entre los 2274 metros (pico del Lobo) y los 1050 metros al norte. El pueblo se alza a 1129 metros sobre el nivel del mar. 

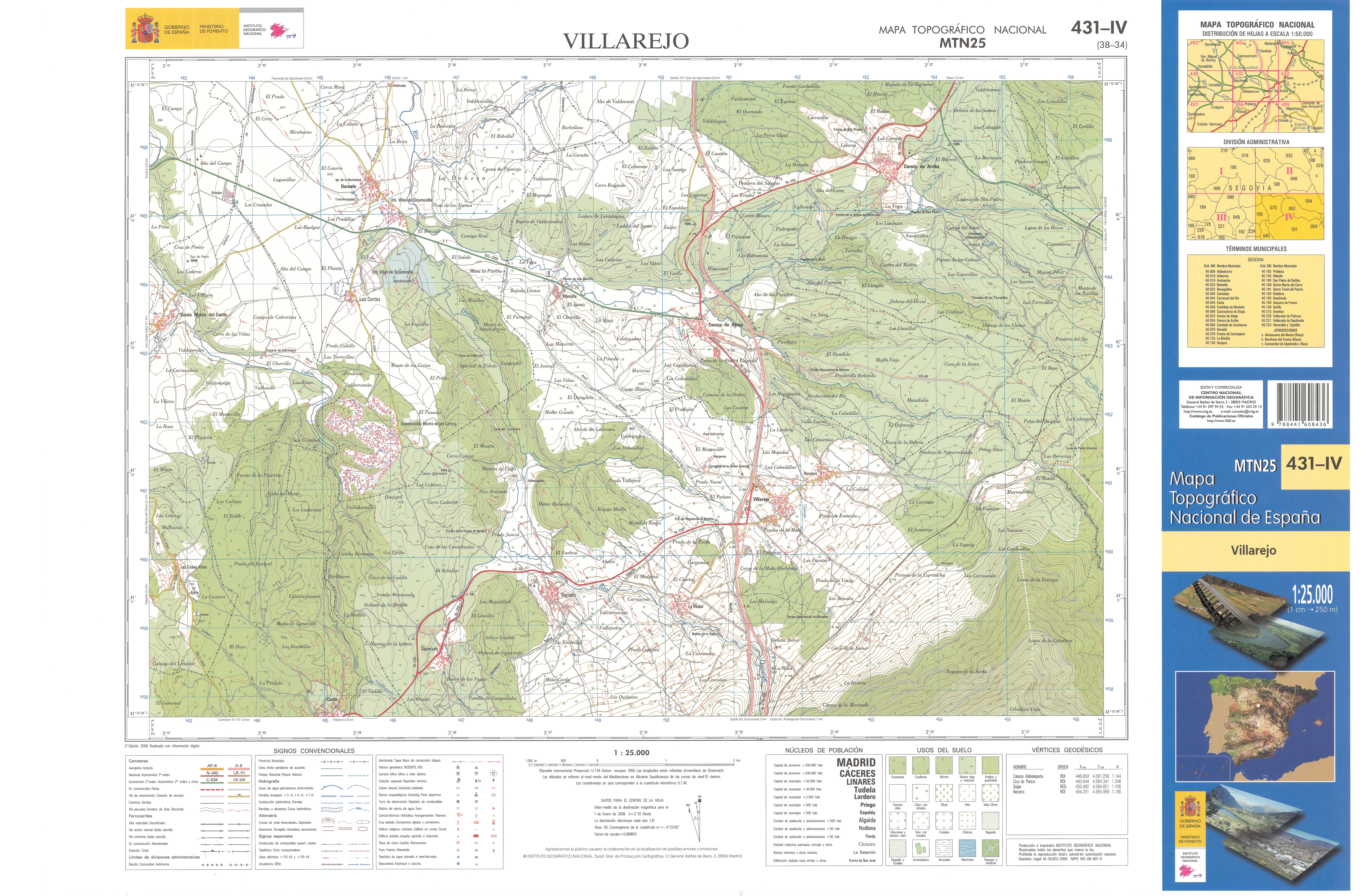
Fragmento de la hoja 431 del Mapa Topográfico Nacional de España de 2008 en el que se representa parte de Cerezo de Arriba

| Noroeste: Castillejo de Mesleón | Norte: Castillejo de Mesleón                | Noreste: Comunidad de Sepúlveda-Riaza                |
| Oeste: Sotillo                  |                                             | Este: Comunidad de Sepúlveda-Riaza, Riofrio de Riaza |
| Suroeste: Cerezo de Abajo       | Sur: Cerezo de Abajo, Santo Tomé del Puerto | Sureste: El Cardoso de la Sierra (Guadalajara)       |

## Historia
La población de Cerezo de Arriba la forman herederos de las tribus celtíberas cuyas estructuras sociales y económicas formaron lo que posteriormente se han llamado Comunidades de Villa y Tierra. Las aportaciones de los bereberes durante la invasión musulmana y la posterior repoblación de gentes procedentes de las tierras burgalesas de Cerezo de Río Tirón completan el perfil de los 200 habitantes que todavía resisten a la emigración.
Perteneciente al Ochavo de la Sierra y Castillejo de la Comunidad de Villa y Tierra de Sepúlveda, el primer documento que hace referencia a Cerezo de Suso, nombre original del lugar, es la confirmación por Alfonso VIII en el año 1192 de unas heredades qué aquí tenía el monasterio de Santo Tomé del Puerto. Es en esta época cuando se construye la iglesia de San Juan Bautista, patrón de Cerezo de Arriba en Cerezuelo, pueblo del que se tiene constancia gracias a la ermita del Cerezuelo (siglo XVII) y se une a Cerezo de Suso en un solo concejo siendo Doña Leonor de Navarra, señora de Sepúlveda en 1393.
En 1520 se redactan unas ordenanzas para regular la base de la economía cerezana, la ganadería. En 1564 se exime de la jurisdicción de Sepúlveda por una real cédula de Felipe II que le hace villa.
El 30 de marzo de 1813 durante la Guerra de la Independencia en el término municipal de Cerezo de Arriba se libró una batalla en la que Juan Martín (el Empecinado), junto al cura Merino frente a una columna de 2000 franceses que intentaban envolverle, fue obligada por Juan Martín a retroceder rebasando éste el puerto de Somosierra con toda libertad.

## Demografía

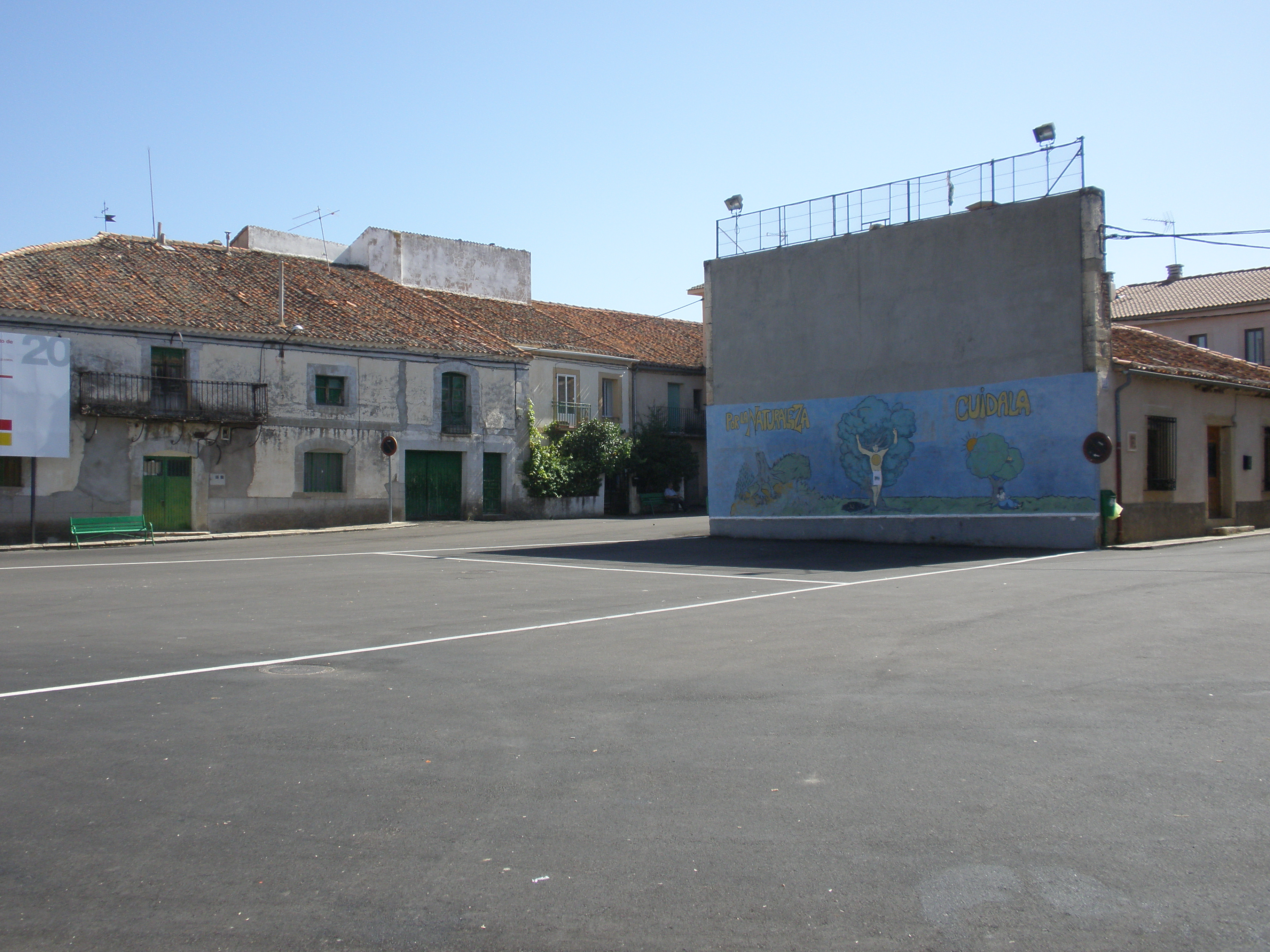
Plaza de la Constitución

Cuenta con una población de 134 habitantes (INE 2024).
| Gráfica de evolución demográfica de Cerezo de Arriba entre 1842 y 2021                                                |
| |
| Población de derecho según los censos de población del INE. Población de hecho según los censos de población del INE. |

## Economía
La Pinilla es una estación de esquí perteneciente al término de Cerezo de Arriba y da empleo a la mayoría de la población del municipio.

## Administración y política
| Periodo   | Nombre                                                                                    | Partido | Partido |
| --------- | ----------------------------------------------------------------------------------------- | ------- | ------- |
| 1979-1983 | Aniceto de las Heras Gómez                                                                |         | A.E.    |
| 1983-1987 | Vicente García González                                                                   |         | PSOE    |
| 1987-1991 | Vicente García González (06.1987 - 12.1987)Tiburcio José Martín de Lucas (12.1987 - 1991) |         | PSOE    |
| 1991-1995 | Tiburcio José Martín de Lucas                                                             |         | PSOE    |
| 1995-1999 | Tiburcio José Martín de Lucas                                                             |         | PSOE    |
| 1999-2003 | Tiburcio José Martín de Lucas (1999 - 01.2002)Félix Pérez Adrados (01.2002 - 2003)        |         | PSOE    |
| 2003-2007 | Pedro Rojo Núñez                                                                          |         | PP      |
| 2007-2011 | Félix Pérez Adrados                                                                       |         | PSOE    |
| 2011-2015 | María Pilar Manzanares Gómez                                                              |         | PSOE    |
| 2015-2019 | Juan Antonio Gómez Manzanares                                                             |         | PSOE    |
| 2019-2023 | Juan Antonio Gómez Manzanares                                                             |         | PSOE    |
| 2023-act. | Juan Antonio Gómez Manzanares                                                             |         | PSOE    |

## Patrimonio

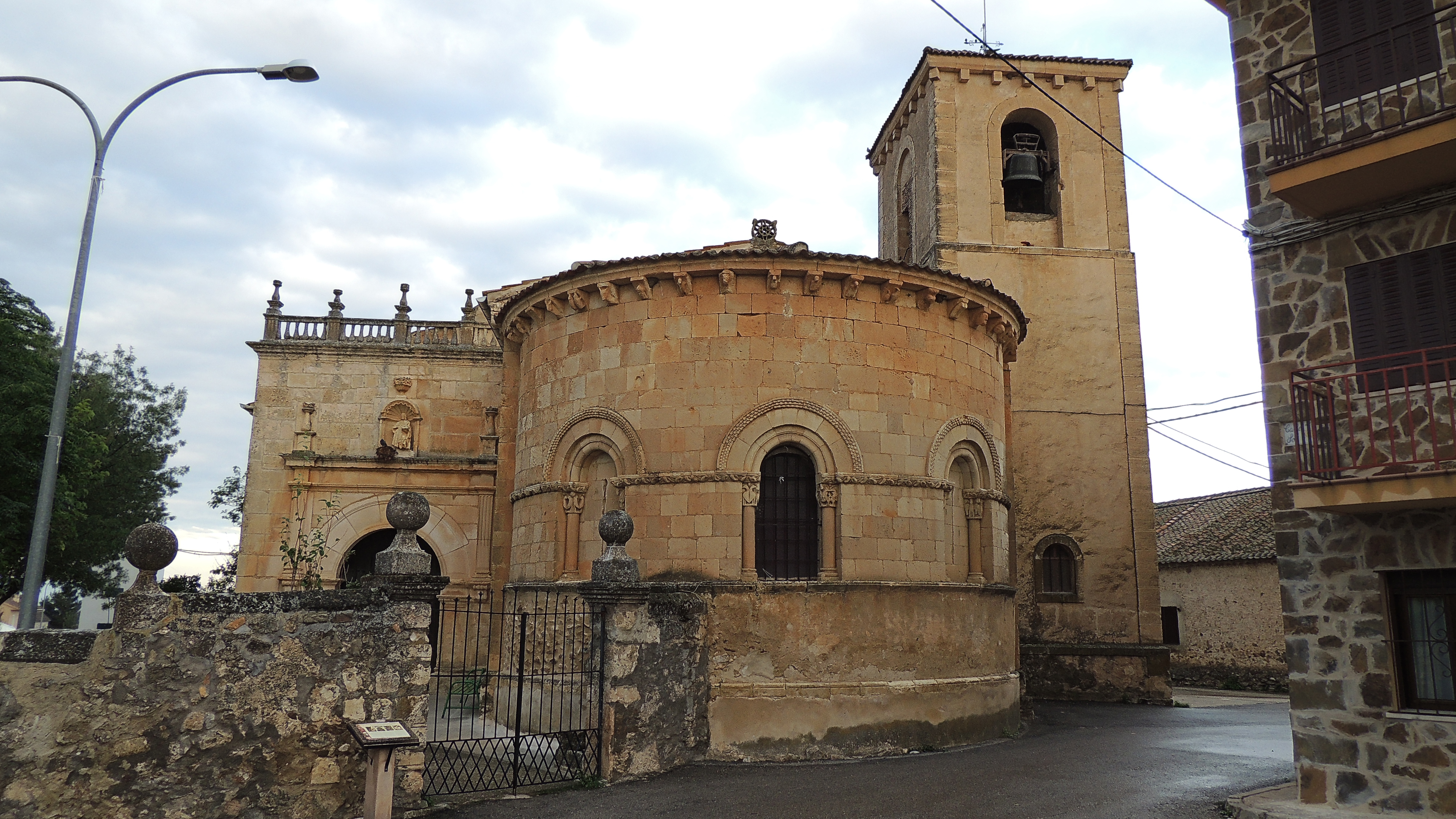
Iglesia de San Juan

- A un costado del casco urbano de Cerezo de Arriba, destaca la torre barroca de la iglesia parroquial de San Juan Bautista. En origen fue románica, como indica su ábside de semitambor, que se adorna con tres bellos ventanales que muestran en sus capiteles todo un buen repertorio de animales fantásticos. El primitivo acceso al templo, hoy está enmascarado por un pórtico renacentista, y dentro de él está su retablo mayor barroco, así como el arco triunfal del templo con leones labrados en sus capiteles.
- Ermita de Cerezuelo, situada a las afueras de la villa donde se acoge la imagen de la Virgen de Cerezuelo, patrona del pueblo, así como las de San Benito situada en la carretera de La Pinilla a Riaza y San Roque donde se sitúa el cementerio del municipio.
- Apeadero de El Cerezo, perteneciente al ferrocarril directo Madrid-Burgos, fue construido entre 1978-1979, equidistante junto a la SG-115 de la localidad y la estación de esquí de La Pinilla, fue ideada para dar servicio a ambas entidades.